# マコーレーの括弧
マコーレーの括弧は、材料力学などの分野において、ランプ関数などの特異関数（切断冪関数）を記述するために使用される表記法である。
{\displaystyle \{x\}={\begin{cases}0,&x<0\\x,&x\geq 0.\end{cases}}}
ただし中括弧（{\displaystyle \{x\}}）の代わりに山括弧（{\displaystyle \langle x\rangle } ）が用いられることも多い。 また、集合の記号 {\displaystyle \{...\}}との混同を避けるため、関数の正の部分という意味合いで{\displaystyle x} +または{\displaystyle (x)} +の記号が用いられることもある。なお{\displaystyle x=0}をどちらに含めるかは流儀による。

## 材料力学
マコーレーの表記法は、材料力学において梁の断面力（曲げモーメント）の静的解析で一般的に使用され、一般に不連続であるせん断力図および曲げモーメント図を扱うために用いられる。これは、マコーレーの括弧を使用することで、これらの不連続な曲線を単一の式によって扱うことが可能になるためであるためである。材料力学の分野においてはマコーレー法を記述するために山かっこ（{\displaystyle \langle x\rangle } ）の記法がよく用いられる。
{\displaystyle \{x-a\}^{n}={\begin{cases}0,&x<a\\(x-a)^{n},&x\geq a.\end{cases}}} {\displaystyle (n\geq 0)}
上記の式の通り、{\displaystyle \{x-a\}^{n}}は{\displaystyle x}が{\displaystyle a}以上のときに{\displaystyle (x-a)^{n}}、 {\displaystyle a}未満のときに{\displaystyle 0}に等しくなる。これを用いれば、{\displaystyle a}をせん断力の作用点として全ての力による作用を単一の式で表すことが出来る。
また、{\displaystyle n=0}のときは単位ステップ関数となる。ただし{\displaystyle x=0}をどちらに含めるか（あるいは未定義とするか）は流儀による。
{\displaystyle \langle x-a\rangle ^{0}\equiv \{x-a\}^{0}={\begin{cases}0,&x<a\\1,&x>a.\end{cases}}}